# Монтевидео (департамент)
Монтевидео (исп. Montevideo) — департамент на юге Уругвая. Площадь — 530 км². Это самый маленький по площади, но самый густонаселённый департамент в стране. По численности населения (1 319 108 чел.) департамент Монтевидео в 2,54 раза превосходит прилегающий с севера департамент Канелонес (520 187 чел.), занимающий второе место в Уругвае по данному показателю. Административным центром департамента является столица страны Монтевидео.

## География и экономика
На севере и востоке граничит с департаментом Канелонес, с юга омывается водами залива Ла-Плата Атлантического океана, на западе имеет границу с департаментом Сан-Хосе.
Несмотря на то, что границы департамента Монтевидео почти совпадают с границами города Монтевидео, здесь всё ещё остаются формально отдельные города, такие как Сантьяго Васкес на границе с Сан-Хосе.

## История
Департамент Монтевидео был образован в 1816 году, и в 1830 стал одним из первоначальных департаментов, сформировавших независимую Восточную Республику Уругвай.

## Демография
Основные показатели (на 2004 год):
- На каждые 100 женщин приходится 87,4 мужчин
- Рождаемость: 14,4 на 1 000 жителей
- Смертность: 10,35 на 1 000 жителей
- Естественный прирост: 0,047 % (2004)
- Средний возраст населения: 33,8 лет (31,2 у мужчин, 36,5 у женщин)
- Средняя продолжительность жизни (2004):
  - всего: 75,28 лет
  - мужчины: 71,28 лет
  - женщины: 79,44 лет
- Среднее количество детей в семье: 1,91
- Средние месячные расходы (для городов с населением свыше 5 000 жителей): 19 858,7 песо (629 евро, 28 356 рублей) в месяц

Крупные города:
| Город                              | Население, чел. (2004) |
| ---------------------------------- | ---------------------- |
| Монтевидео (Montevideo)            | 1 269 552              |
| Пахас Бланкас (Pajas Blancas)      | 1976                   |
| Сантьяго Васкес (Santiago Vázquez) | 1482                   |
| Абаюба (Abayubá)                   | 924                    |

## Административное деление
Департамент Монтевидео делится на 8 муниципалитетов, которые состоят из 18 районов (или зон):
|                                                       |               |
| Департамент Монтевидео Муниципалитеты и центры коммун |               |
| Муниципалитеты                                        | Районы (Зоны) |
| Муниципалитет A                                       | CCZ N° 14     |
| Муниципалитет A                                       | CCZ N° 17     |
| Муниципалитет A                                       | CCZ N° 18     |
| Муниципалитет B                                       | CCZ N° 1      |
| Муниципалитет B                                       | CCZ N° 2      |
| Муниципалитет C                                       | CCZ N° 3      |
| Муниципалитет C                                       | CCZ N° 15     |
| Муниципалитет C                                       | CCZ N° 16     |
| Муниципалитет CH                                      | CCZ N° 4      |
| Муниципалитет CH                                      | CCZ N° 5      |
| Муниципалитет D                                       | CCZ N° 10     |
| Муниципалитет D                                       | CCZ N° 11     |
| Муниципалитет E                                       | CCZ N° 6      |
| Муниципалитет E                                       | CCZ N° 7      |
| Муниципалитет E                                       | CCZ N° 8      |
| Муниципалитет F                                       | CCZ N° 9      |
| Муниципалитет G                                       | CCZ N° 12     |
| Муниципалитет G                                       | CCZ N° 13     |